# Bodo Lecke
Bodo Lecke (* 6. April 1939 in Braunschweig; † 29. Juli 2018 in Hamburg) war ein deutscher Germanist und Erziehungswissenschaftler.
Lecke wuchs in Gifhorn auf und legte am dortigen Otto-Hahn-Gymnasium die Abiturprüfung ab. Zu seinen Freunden und Klassenkameraden zählte Bernward Vesper. Anschließend studierte er Germanistik, Geschichte, Philosophie und Pädagogik an der Georg-August-Universität Göttingen. Es folgten Forschungs- und Lehrtätigkeiten in Erlangen, Bremen und Hamburg. Lecke war maßgeblich an den Publikationen des Bremer Kollektivs beteiligt. Seit 1973 war er Professor für Erziehungswissenschaft unter besonderer Berücksichtigung der Didaktik der deutschen Sprache und Literatur an der Universität Hamburg und war seit Ende 2003 im Ruhestand. Bodo Lecke war verheiratet und hatte zwei Kinder.

## Veröffentlichungen (in Auswahl)
- Das Stimmungsbild – Musikmetaphorik und Naturgefühl in der dichterischen Prosaskizze 1721–1780. 1967
- Dichter über ihre Dichtungen: Friedrich Schiller. 2 Bde. 1969/1970
- Reihe "projekt deutschunterricht". 12 Bde. 1972–1978. (Hg.)
- Literatur der deutschen Klassik. Rezeption und Wirkung. 1980.
- Mitarbeit an diversen Unterrichtsmaterialien:
  - Literaturstudium und Deutschunterricht auf neuen Wegen. 1996
  - Literatur und Medien in Studium und Deutschunterricht. 1998